# Christine Laprell
Christine Laprell (auch Christel, Christl und Christa; * 6. Mai 1950 in München; † 11. Mai 2021) war eine deutsche Skirennläuferin. Sie nahm an den Olympischen Winterspielen 1968 teil und wurde im selben Jahr Deutsche Meisterin im Abfahrtslauf.

## Biografie
Laprells Vater war der Chefarzt des damaligen Krankenhauses Tegernsee. Nachdem sie schon als 13-Jährige bei den deutschen Jugendmeisterschaften gute Leistungen gezeigt hatte, gehörte sie im Alter von 14 Jahren bereits zum Kader der Nationalmannschaft und gewann sechzehnjährig in Mayrhofen ihr erstes FIS-Rennen. Ab der Saison 1966/67 zählte sie zu den stärksten deutschen Skirennläuferinnen. Als 15-Jährige war sie bei Heidi Biebls Sieg schon Fünfte der deutschen Meisterschaft im Slalom. Ihre einzige Meisterschaft gewann sie 1968 in der Abfahrt.
Der Höhepunkt ihrer kurzen Karriere waren die Olympischen Winterspiele 1968 in Grenoble, wobei die Alpinen Wettbewerbe, die auch als Weltmeisterschaft zählten, in Chamrousse ausgetragen wurden. Laprell erzielte den zehnten Platz im Slalom und Rang 15 im Riesenslalom. Zudem wurde sie 24. in der Abfahrt und damit Zehnte in der Kombinationswertung, die allerdings nur als Weltmeisterschaftsbewerb und nicht als olympische Disziplin gewertet wurde. Weil damals die Olympischen Spiele auch zum Weltcup zählten, gewann Laprell mit ihrem zehnten Platz im Slalom zum ersten und einzigen Mal in ihrer Karriere Weltcuppunkte. Im selben Jahr wurde sie Deutsche Abfahrtsmeisterin.
Am Ende der Saison 1968 gab Laprell im Alter von nur 17 Jahren ihren Rücktritt vom aktiven Skirennsport bekannt. In einer Zeit, in der man beim Skisport noch kein Geld verdienen konnte, war ihr das Abitur – sie besuchte das Gymnasium mit Oberrealschule in Tegernsee – und das Medizinstudium wichtiger. Später betrieb Laprell in Tegernsee eine Praxis für Allgemeinmedizin.

## Sportliche Erfolge

### Olympische Winterspiele
- Grenoble 1968: 10. Slalom, 15. Riesenslalom, 24. Abfahrt, 10. Kombination *

### Weltcup
- Eine Platzierung unter den besten zehn

### Deutsche Meisterschaften
- Deutsche Meisterin im Abfahrtslauf 1968